# اطلاعات هوایی
اطلاعات هوایی نام روزنامه‌ای بود که مؤسسه اطلاعات آن را برای ایرانیان خارج از کشور چاپ می‌کرد. نخستین شماره اطلاعات هوایی به نوشته دانشنامه ایرانیکا در ۲۶ خرداد ۱۳۲۷‏ و به نوشته سایت سرپرستی روزنامه اطلاعات استان اصفهان در ۲۶ فروردین همین سال بوده‌است. این نشریه تا تاریخ ۸ مهر ۱۳۳۰؛ دوزبانه (فارسی و انگلیسی) بود. با وقوع انقلاب در سال ۱۳۵۷ انتشار اطلاعات هوایی متوقف شد.